# Jennie Reed
Jennie Reed, née le 20 avril 1978 à Kirkland, est une coureuse cycliste sur piste américaine. Médaillée de bronze du keirin aux championnats du monde de 2004, elle a remporté le titre dans cette discipline aux mondiaux de 2008 à Manchester, ainsi que le bronze en vitesse.
Elle est intronisée au Temple de la renommée du cyclisme américain en 2018.

## Palmarès

### Jeux olympiques
- Londres 2012
  -  Médaillée d'argent de la poursuite par équipes (avec Dotsie Bausch, Lauren Tamayo et Sarah Hammer)

### Championnats du monde
- Melbourne 2004
  -  Médaillée de bronze du keirin
- Manchester 2008
  -  Championne du monde de keirin
  -  Médaillée de bronze de la vitesse
- Apeldoorn 2011
  -  Médaillée d'argent de la poursuite par équipes
  - 15e du scratch
- Melbourne 2012
  - 11e de la poursuite individuelle

### Coupe du monde
- 1998
  - 3e de la vitesse à Cali
- 1999
  - 2e de la vitesse à Mexico
- 2002
  - 3e du keirin à Moscou
- 2004
  - Classement général du keirin 
  - 1re du keirin à Manchester
  - 2e du keirin à Sydney
  - 2e du keirin à Aguascalientes
- 2004-2005
  - 3e du keirin à Manchester
  - 3e du keirin à Sydney
- 2005-2006
  - 2e de la vitesse à Sydney
  - 2e du keirin à Sydney
- 2006-2007
  - 3e du keirin à Los Angeles
- 2007-2008
  - 1re du keirin à Los Angeles
  - 2e du keirin à Sydney
  - 2e de la vitesse à Los Angeles
  - 2e du keirin à Copenhague
- 2010-2011
  - 2e du scratch à Manchester
  - 3e de la poursuite par équipes à Manchester
- 2011-2012
  - 3e de la poursuite par équipes à Cali

### Championnats nationaux
- Championne des États-Unis de vitesse : 2005, 2006 et 2007
- Championne des États-Unis de keirin : 2005, 2006 et 2007
- Championne des États-Unis du 500 mètres : 2005 et 2006
- Championne des États-Unis de vitesse par équipes : 2006 (avec Liz Carlson)
- Championne des États-Unis de poursuite par équipes : 2007 et 2011 (avec Sarah Hammer et Dotsie Bausch)
- Championne des États-Unis de l'américaine : 2010 (avec Cari Higgins)
- Championne des États-Unis du scratch : 2010

### Championnats panaméricains
- Valencia 2007
  -  Médaillée d'or en keirin
  -  Médaillée d'argent en vitesse

### Jeux panaméricains
- Winnipeg 1999
  -  Médaillée d'argent de la vitesse